# Erica shannonii
Erica shannonii är en ljungväxtart som beskrevs av Gábor Gabriel Andreánszky. Erica shannonii ingår i släktet klockljungssläktet, och familjen ljungväxter. Inga underarter finns listade i Catalogue of Life.

## Bildgalleri

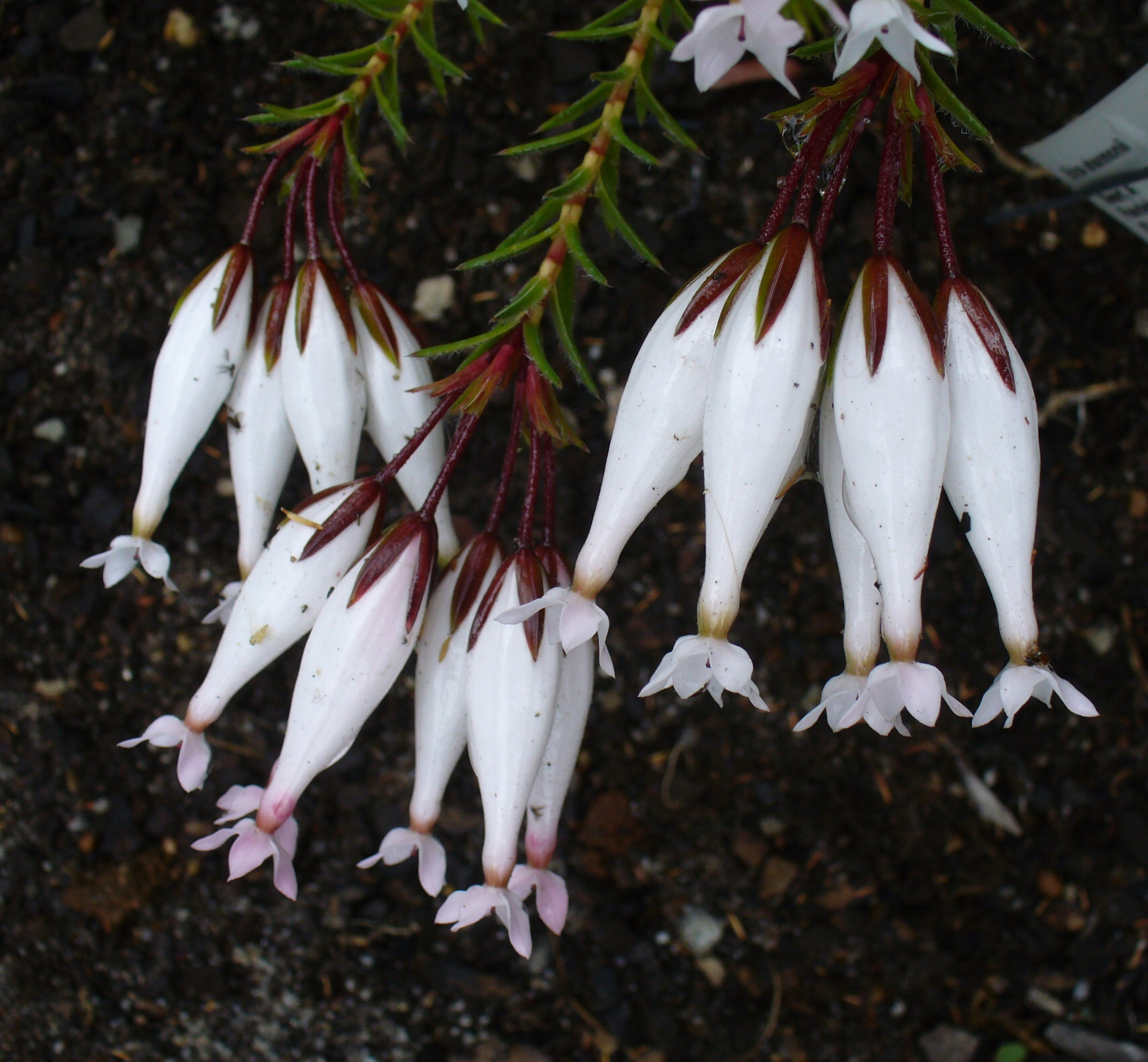
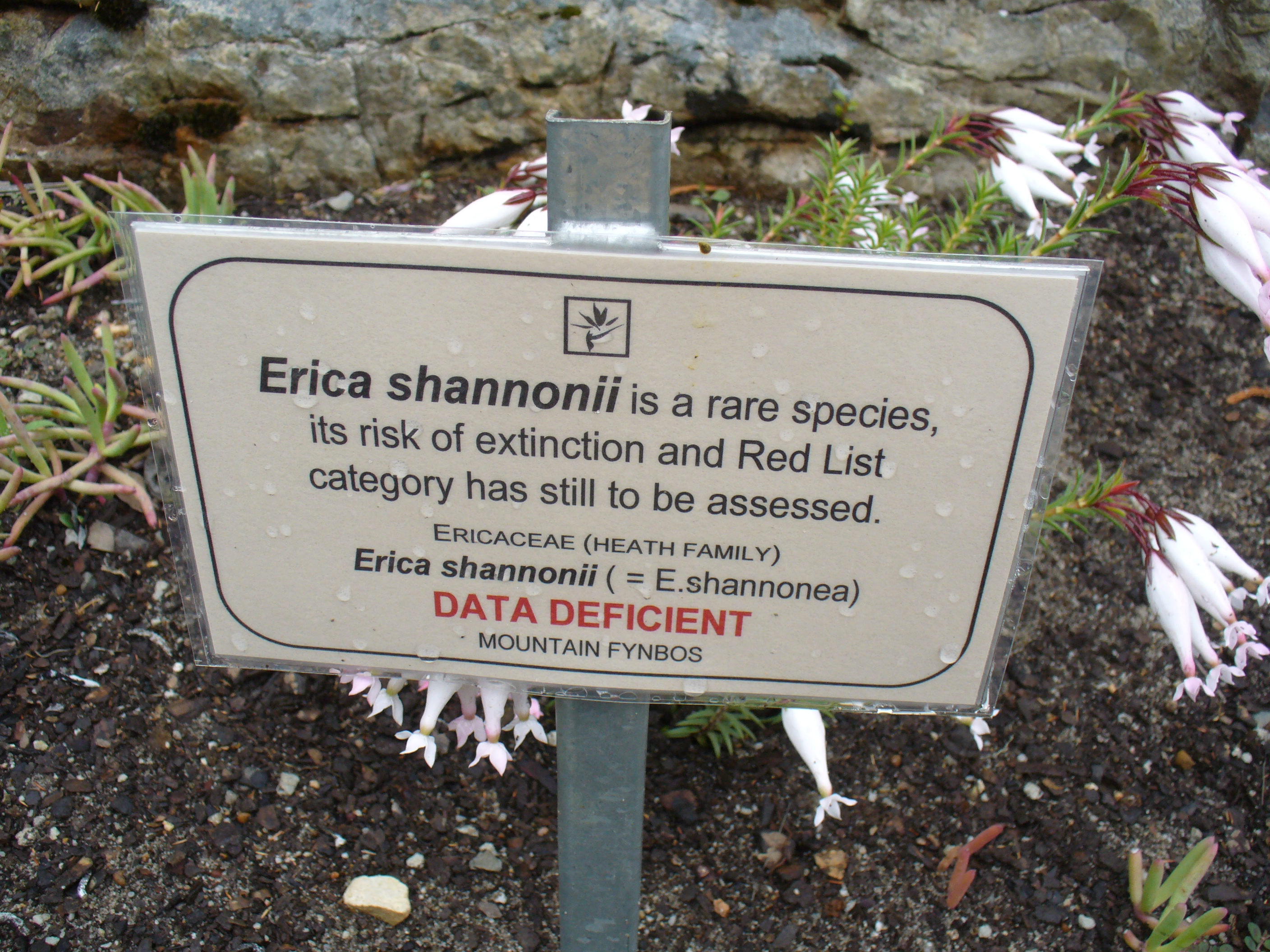
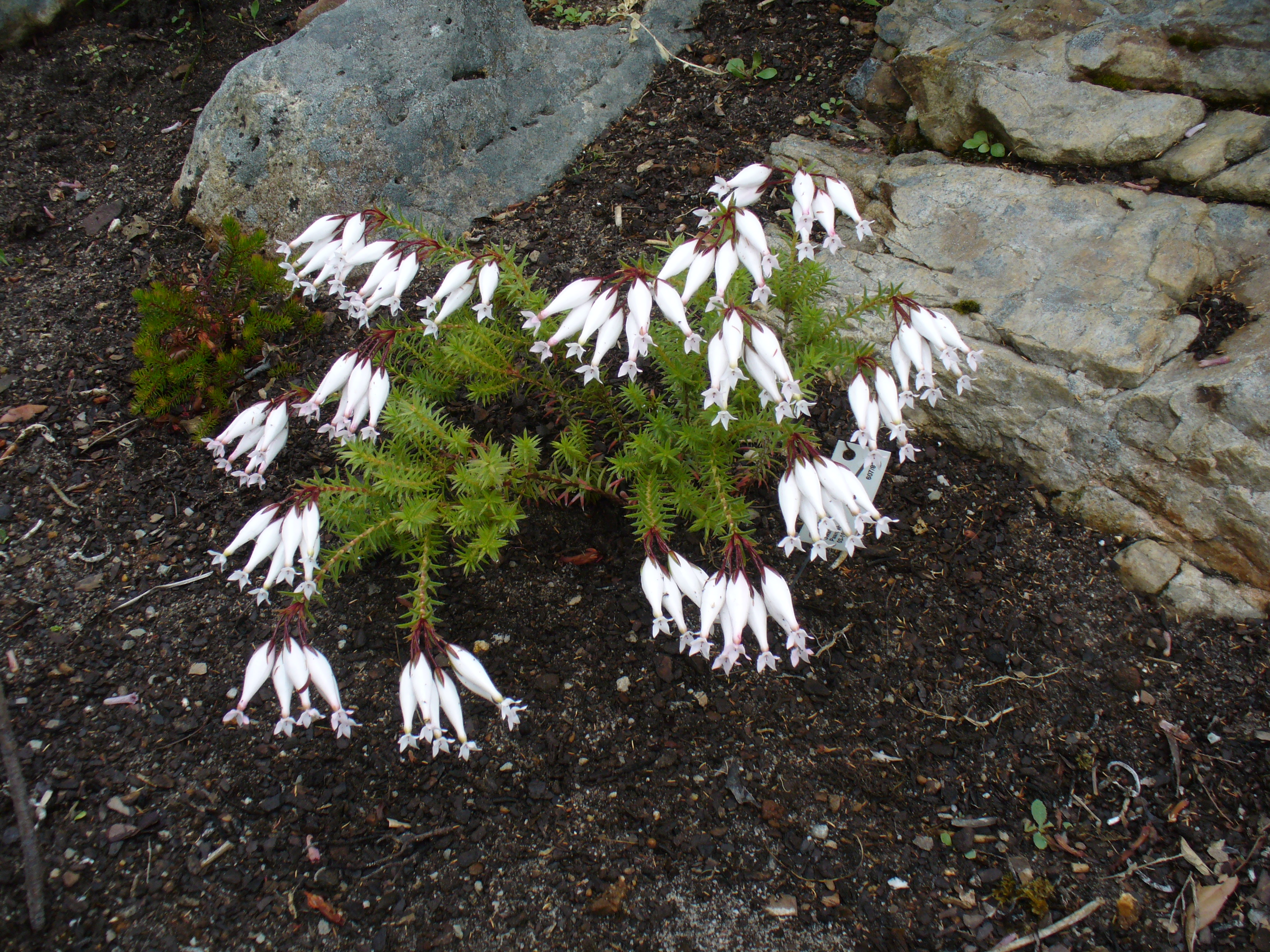